# خوان إغناثيو فييرا
خوان إغناثيو فييرا (بالإسبانية: Juan Vieyra)‏ هو لاعب كرة قدم أرجنتيني في مركز الوسط، ولد في 20 أبريل 1992 في أريسيفيس ‏ في الأرجنتين. لعب مع سيرو بورتينيو ونيولز أولد بويز.

## وصلات خارجية
- خوان إغناثيو فييرا على موقع قاعدة بيانات كرة القدم.إي يو (الإنجليزية)
- خوان إغناثيو فييرا على موقع Soccerway.com (الإنجليزية)